# Kuźnica (powiat wieluński)
Kuźnica – wieś w Polsce położona w województwie łódzkim, w powiecie wieluńskim, w gminie Ostrówek.
W latach 1975–1998 miejscowość administracyjnie należała do województwa sieradzkiego.
Miejscowość wchodzi w skład sołectwa Rudlice.